# Открытый чемпионат Катара по теннису среди женщин 2012
Открытый чемпионат Катара по теннису среди женщин 2012 — профессиональный женский теннисный турнир, проводимый в катарском городе Дохе на открытых кортах с покрытием типа хард. В 2012 году он прошёл в 10-й раз. В этом году он относился к категории Premier 5, проводящихся в рамках WTA Тура. Соревнования прошли с 13 по 19 февраля.
Прошлогодние чемпионы:
- одиночный разряд:  Вера Звонарёва
- парный разряд:  Квета Пешке /  Катарина Среботник

## Соревнования

### Одиночный разряд
Виктория Азареко обыграла  Саманту Стосур со счётом 6-1, 6-2.
- Азаренко выигрывает свой 11-й титул за карьеру и 3-й титул в туре ассоциации.
- Стосур уступает 1й финал в сезоне и 11й за карьеру в туре ассоциации.

### Парный разряд
Лизель Хубер /  Лиза Реймонд обыграли  Ракель Копс-Джонс /  Абигейл Спирс со счётом 6-3, 6-1.
- Хубер выигрывает 2й титул в сезоне и 50й за карьеру в туре ассоциации.
- Реймонд выигрывает 2й титул в сезоне и 76й за карьеру в туре ассоциации.